# Diyadin
Diyadin (en arménien Տատէոն, Tateon) est une ville et un district de la province d'Ağrı dans la région de l'Anatolie orientale en Turquie.

## Histoire
Diyadin, située dans la vallée du Murat au débouché des passes du mont Ararat, a été une forteresse importante pendant les guerres ottomano-persanes et ottomano-russes. Au XIXe siècle, c'est une petite ville de 3 000 à 4 000 habitants défendue par un fort de terre muni de tours.
Vers 1920, la région est connue pour sa production de soufre.